# Dżerba
Dżerba (arab. جربة Jirba, wł. Gerba, fr. Djerba) – tunezyjska wyspa na Morzu Śródziemnym, w zatoce Mała Syrta, od czasów rzymskich połączona groblą z kontynentem afrykańskim. W 2023 roku została oficjalnie wpisana na Listę Światowego Dziedzictwa UNESCO
Powierzchnia: 514 km², 163 726 mieszkańców (2014).
Główne miasto na wyspie: Haumat as-Suk, z godnym zwiedzenia fortem z XIII – XIV wieku, arabskim sukiem, licznymi kafejkami, kioskami z gazetami, targami, sklepami.
Dżerba bywa utożsamiana z mityczną Wyspą Lotofagów z Odysei Homera. Posiada ciekawą architekturę, łączącą wpływy arabskie i żydowskie, gdyż w przeszłości była zamieszkana przez licznych Żydów, a i współcześnie diaspora żydowska jest tam liczna – ponad 700 osób z 39 synagogami. Dżerba stanowi ważny region turystyczny, często odwiedzany także przez Polaków. Główne ośrodki turystyczne rozlokowane są na północno-wschodnim oraz wschodnim wybrzeżu śródziemnomorskim. Na pasie ponad 20 km znajdują się hotele o różnej klasie i w nich kioski z zagranicznymi gazetami, zwłaszcza francuskimi, baseny, jest tam również kasyno i pole golfowe.
Na południu znajdują się fenickie ruiny Meninx. Rzymianie wybudowali groblę, która połączyła wyspę z lądem afrykańskim. Biegnie nią obecnie droga RR117.
Na wyspie istnieje wiele meczetów charydżyckich i ibadyckich.
Wiele budowli pochodzi z okresów imperium osmańskiego, które wybudowali Turcy. Hiszpanie zdobyli w 1660 r. twierdzę Bordż Ghazi Mustafa.
Na wyspie znajduje się międzynarodowe lotnisko Dżerba-Dżardzis. Na początku lat 80. XX w. Tunezja wybudowała na południowym zachodzie wyspy nowy port rybacki Adżim. Obecnie funkcjonuje przeprawa promowa, łącząca port Adżim z miastem Al-Dżurf na stałym lądzie.
12 marca 1560 r. wyspa została zdobyta kosztem Imperium Osmańskiego przez flotę Republiki genueńskiej.
11 kwietnia 2002 r. ciężarówka wypełniona gazem została zdetonowana w pobliżu sławnej Synagogi Al-Ghariba w Ar-Rijadzie. W tym ataku terrorystycznym, za który odpowiedzialność wzięła Al-Ka’ida, zginęło 21 osób (w tym 14 niemieckich turystów, 5 Tunezyjczyków i 2 Francuzów).

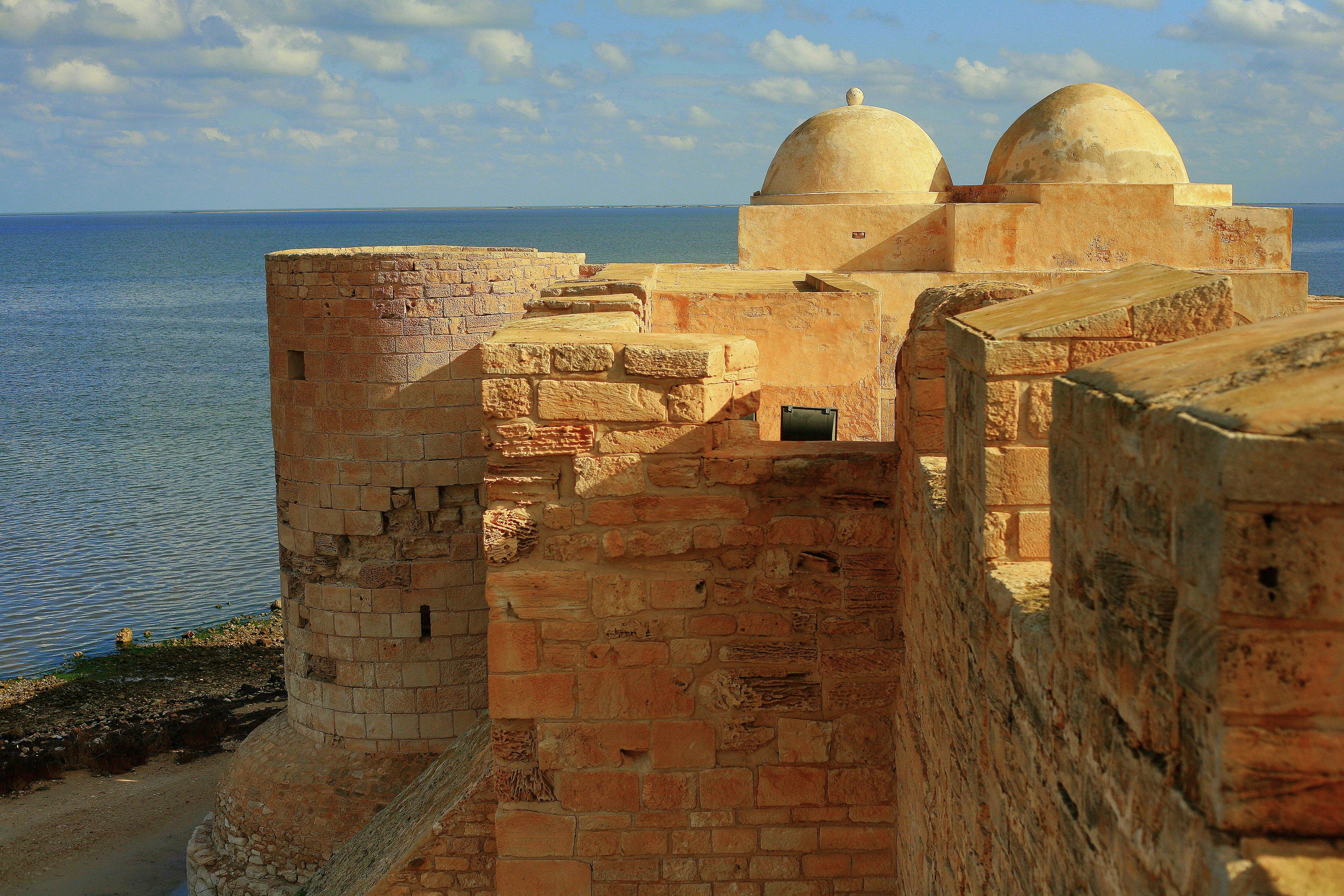
Fort Dżerba
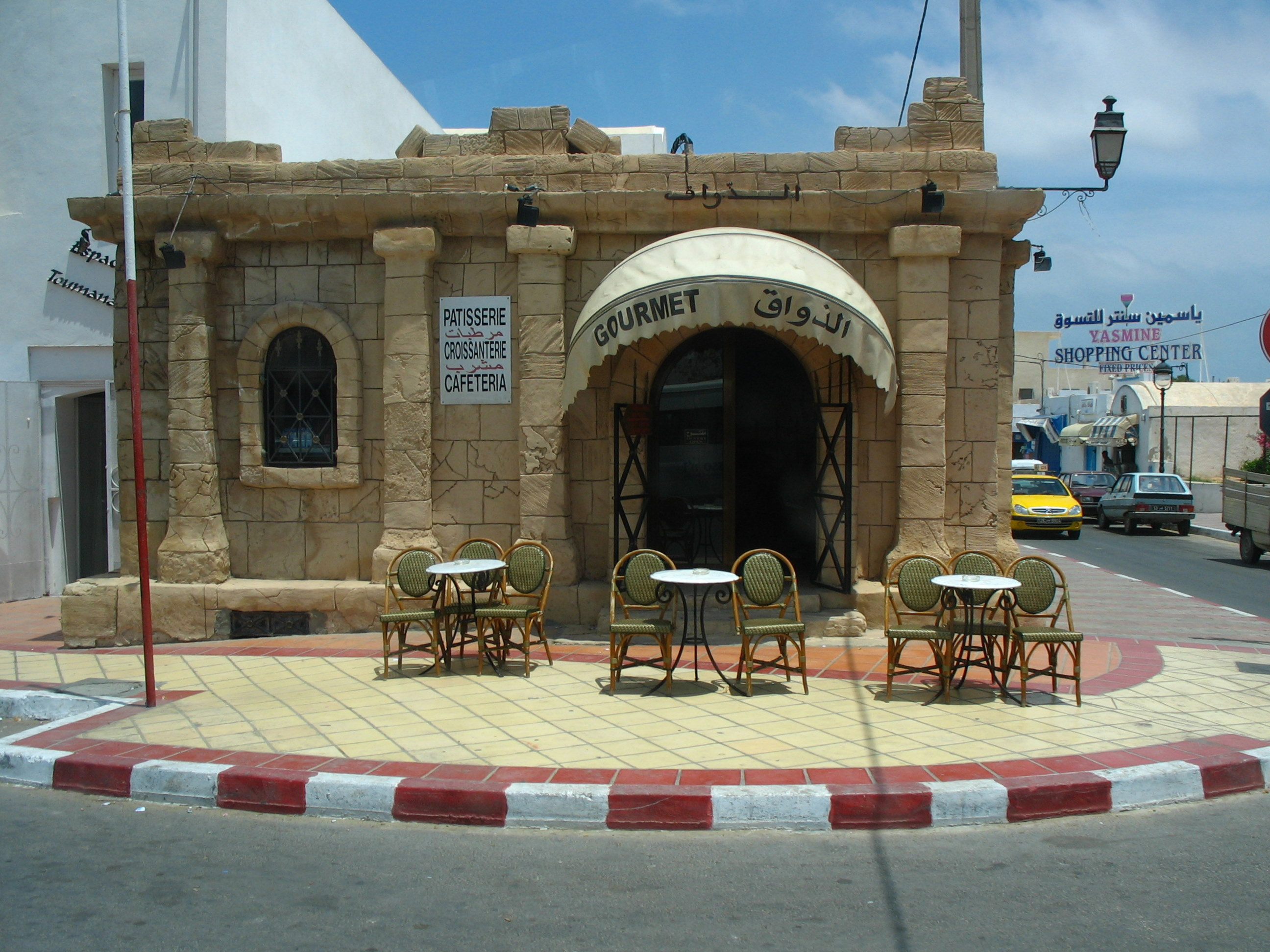
Kawiarnia
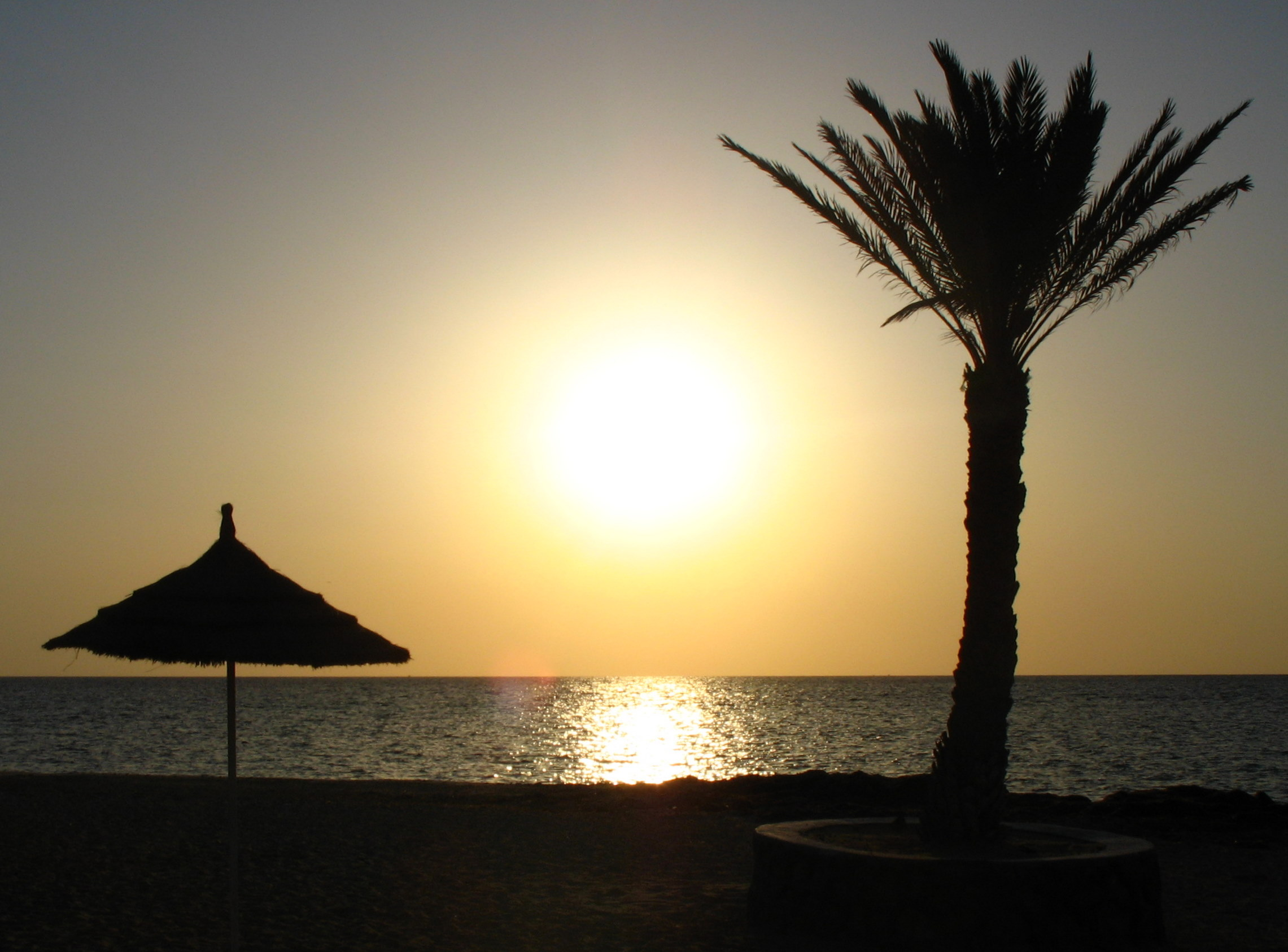
Wschód słońca nad Dżerbą
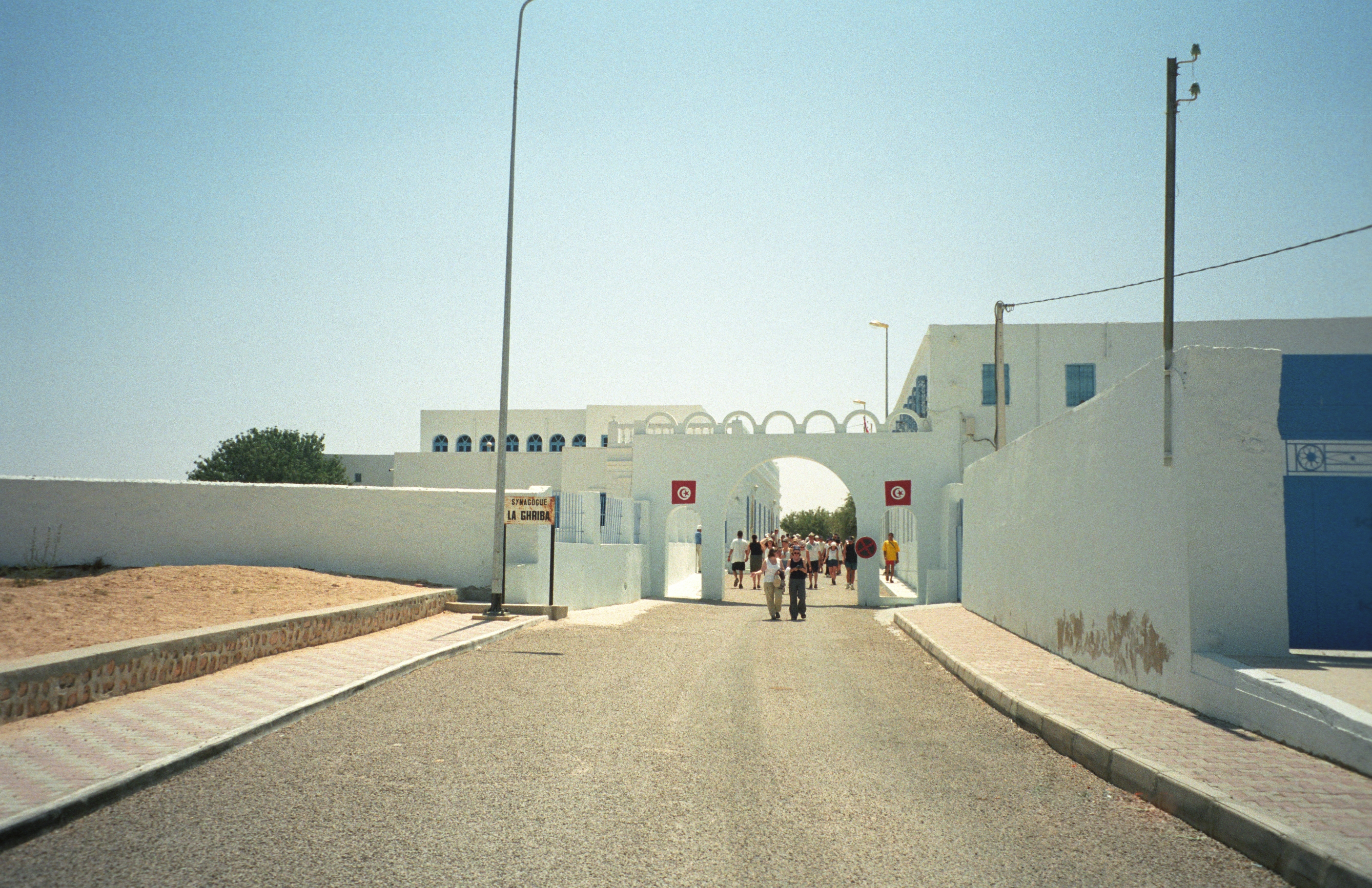
Synagoga Al-Ghriba
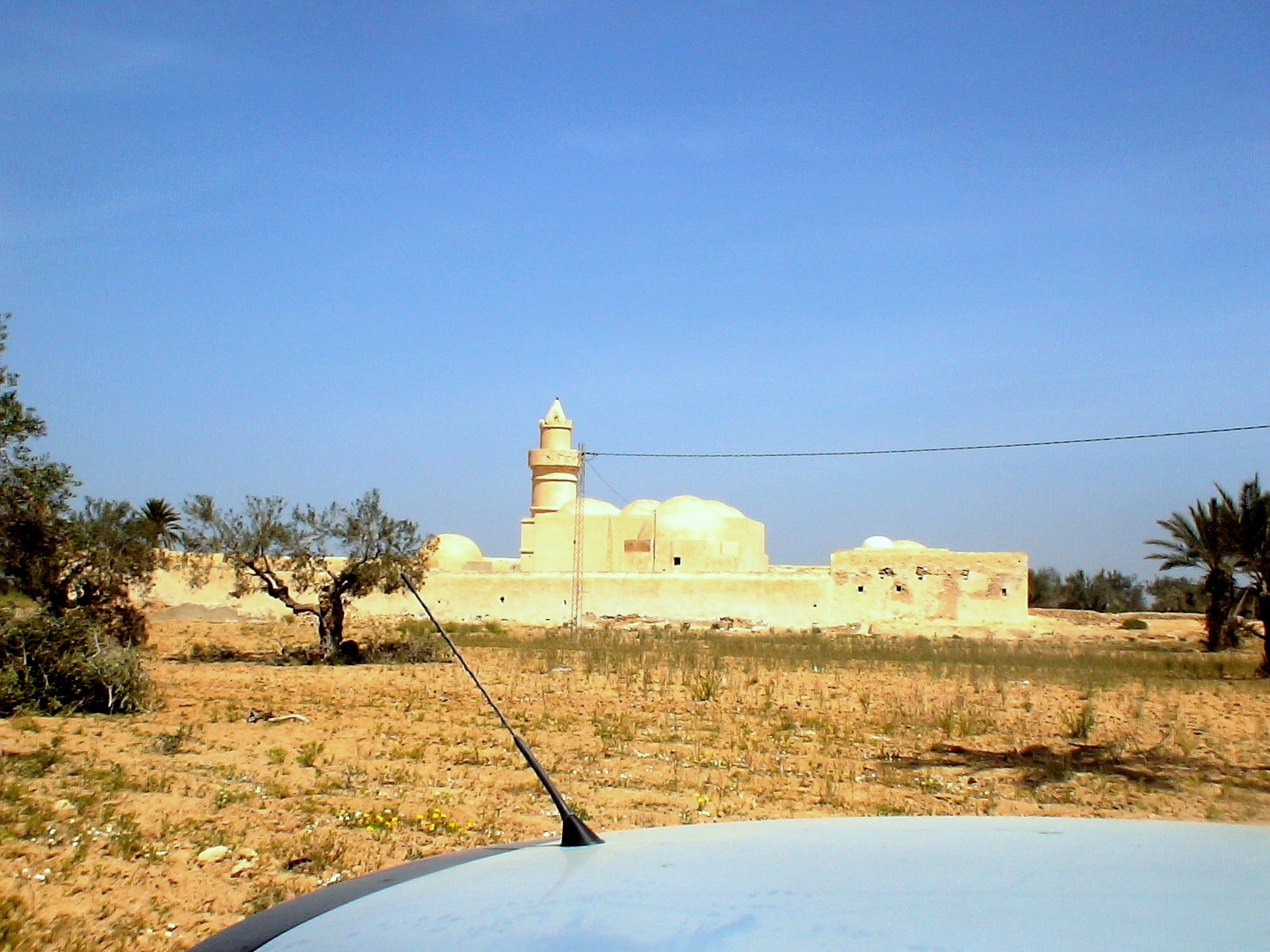
Meczet Bassi
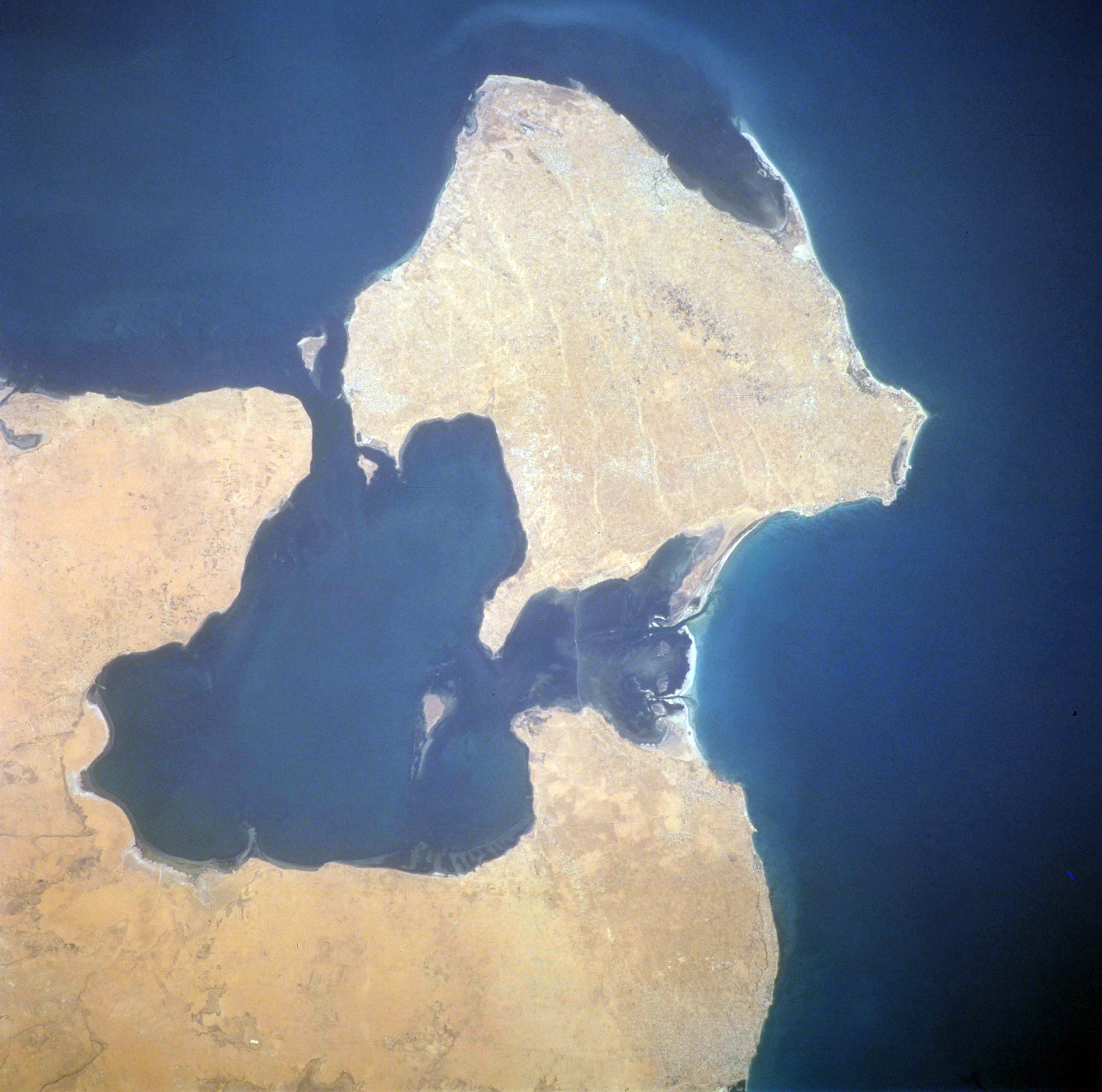
Zdjęcie satelitarne Dżerby